# Aclista neglecta
Aclista neglecta är en stekelart som först beskrevs av Jean-Jacques Kieffer 1907.  Aclista neglecta ingår i släktet Aclista, och familjen hyllhornsteklar. Arten är reproducerande i Sverige.